# تونة (ردفان)

تعديل مصدري - تعديل

تونة هي إحدى قرى عزلة الحبيلين بمديرية ردفان التابعة لمحافظة لحج، بلغ تعداد سكانها 347 نسمة حسب تعداد اليمن لعام 2004.